# Ten pierwszy raz (film 1997)
Ten pierwszy raz (ang. Trojan War) – amerykański film komediowy o tematyce młodzieżowej.

## Zarys fabularny
Bohaterem filmu jest nastoletni Brad – prawiczek, któremu udaje się zaintrygować najatrakcyjniejszą dziewczynę w szkole. Brad, nie wiedząc, że piękna Brooke nie posiada żadnych skrupułów, zamierza przeżyć z nią tytułowy pierwszy raz. Wieczorna podróż do sklepu w celu zakupienia środku antykoncepcyjnego nie kończy się jednak przy kasie w markecie – po wyjściu ze sklepu, Brad jest świadkiem, jak banda zbirów kradnie jego auto. Niestety, to dopiero początek niecodziennych zdarzeń, które nie pozwolą powrócić bohaterowi do wymarzonej partnerki.

## Obsada
- Will Friedle jako Brad Kimble
- Jennifer Love Hewitt jako Leah Jones
- Marley Shelton jako Brooke Kingsley
- Danny Masterson jako Seth
- Jason Marsden jako Josh
- Eric Balfour jako Kyler
- Jennie Kwan jako Trish
- Charlotte Ayanna jako Nina (w czołówce jako Charlotte Lopez)
- Lee Majors jako oficer Austin
- Wendie Malick jako Beverly Kimble
- John Finn jako Ben Kimble
- Danny Trejo jako Scarface
- Anthony Michael Hall jako kierowca autobusu